# 동남아나톨리아 지역

동남아나톨리아 지역

동남아나톨리아 지역(튀르키예어: Güneydoğu Anadolu Bölgesi)은 튀르키예 남동부에 위치한 지역으로 면적은 76,509km2, 인구는 7,958,473명(2012년 기준)이다. 서쪽으로는 지중해 지역, 북쪽으로는 동아나톨리아 지역과 접하며 남쪽으로는 시리아, 남동쪽으로는 이라크와 국경을 접한다.

## 주

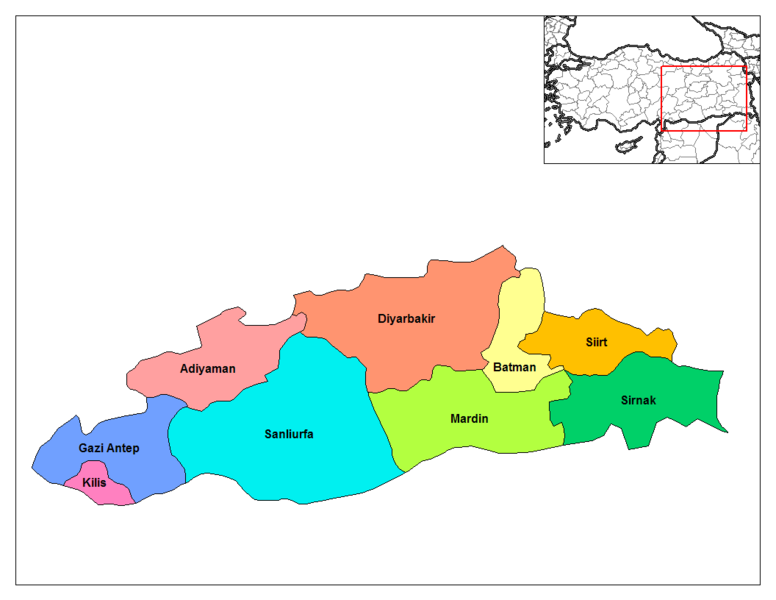
동남아나톨리아 지역에 속하는 주

- 아디야만주
- 바트만주
- 디야르바키르주
- 가지안테프주
- 킬리스주
- 마르딘주
- 시이르트주
- 샨리우르파주
- 시르나크주

## 같이 보기
- 튀르키예의 주
- 비옥한 초승달 지대